# Rose bleue (groupe d'artistes)
La « Rose bleue » (en russe : Голубая роза) est une exposition de peinture qui eut lieu en 1907 à Moscou, à laquelle prirent part les peintres : Pavel Kouznetsov, Nikolaï Sapounov, Sergueï Soudeïkine, Nikolaï Krymov, Martiros Sarian, le sculpteur Alexander Matveyev (en) et d'autres artistes. Le même nom de « Rose bleue » fut donné au groupe de peintres et d'artistes russes, de même tendance symboliste russe, qui avaient participé à l'exposition.

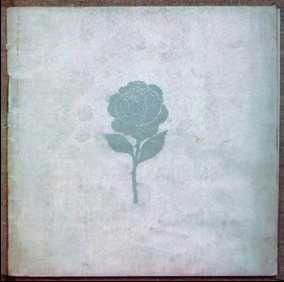
Couverture du catalogue de l'exposition de la Rose bleue en 1907 par Vassili Millioti

## Exposition

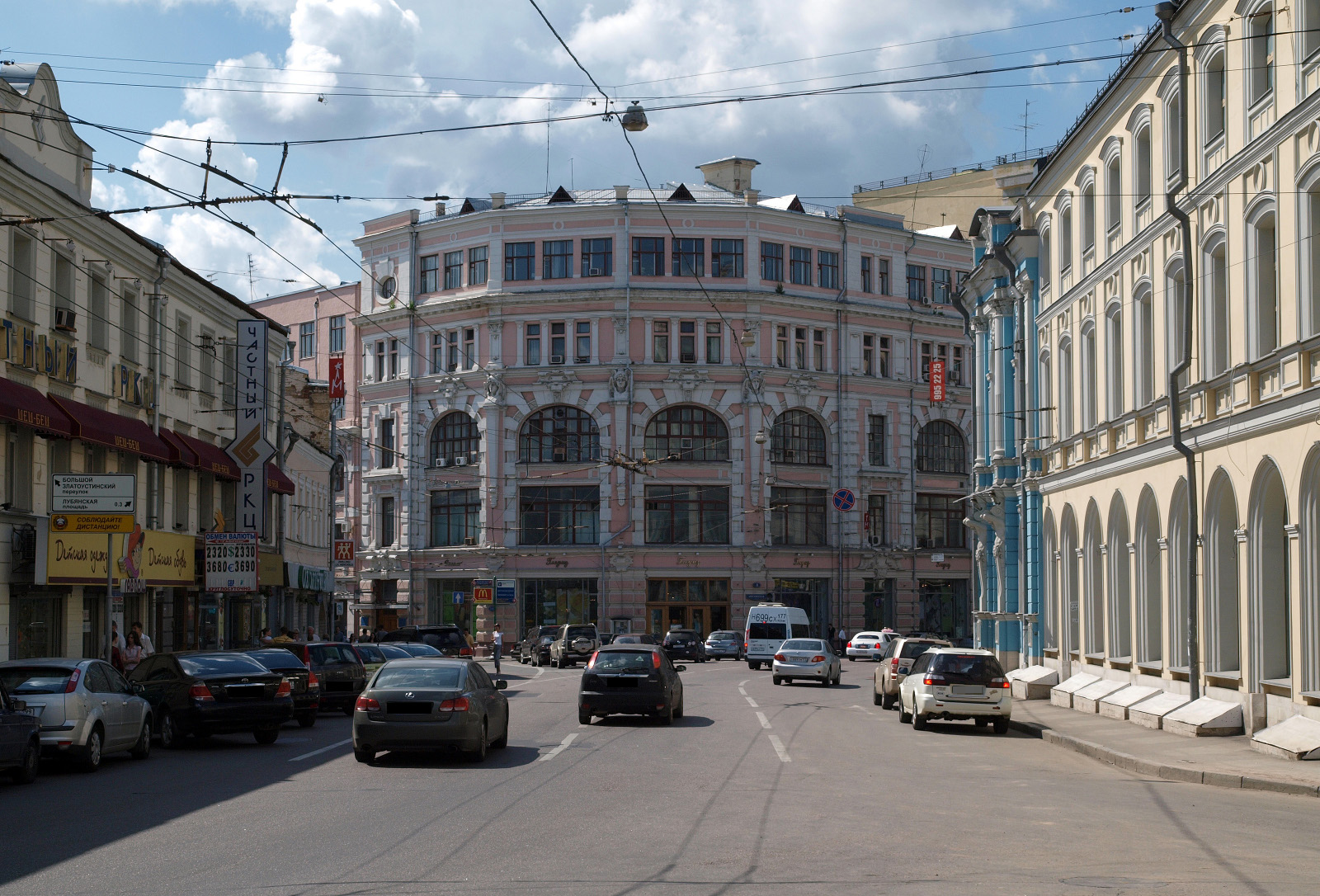
Lieu de l'exposition - ancien siège de la « Société M.S.Kouznetsov » (rue Miasnitskaia, 8-2, architecte Franz Schechtel). Aujourd'hui magasin « porcelaine ».

L'exposition fut ouverte le 18 mars 1907 à Moscou, rue Miasnitskaïa, dans la maison du fabricant de porcelaine M. Kouznetsov. Quinze peintres et sculpteurs y prirent part. Elle fut financée par le mécène Nikolaï Riabouchinski, éditeur de la revue la « Toison d'or (revue) » et grand amateur d'art, qui aida beaucoup de peintres symbolistes de cette époque : Andreï Biély, Dimitri Merejkovski, Alexandre Blok, Valéri Brioussov. Valéri Brioussov proposa le nom de la rose bleue, (en russe : « Galouboya rosa »), comme expression du rêve poétique d'une beauté irréelle. Peut-être en pensant au poème que le poète romantique allemand Novalis lui consacra un siècle plus tôt. Mais surtout à la « Fontaine bleue » de Pavel Kouznetsov qui exposait cette toile. Et aussi à l'« Oiseau bleu » de Maeterlinck dont le théâtre de Moscou préparait la représentation de la pièce à la même époque.
Les petites salles où se déroulait l'exposition étaient décorées d'un tissu dans les tons bleus gris. Les tableaux, tous réalisés dans une gamme bleue se distinguaient à peine sur le fond. Le raffinement et la beauté de cette exposition étaient exceptionnelles. Les lieux baignaient dans un parfum de fleurs, un orchestre invisible jouait doucement. Kazimir Malevitch écrivit : « La rose bleue y représentait le but et la perfection esthétique vers laquelle chaque membre du groupe devait tendre. Elle avait été choisie comme la plus belle et la plus fine de toutes les fleurs… ». Cette exposition fut une véritable réussite.

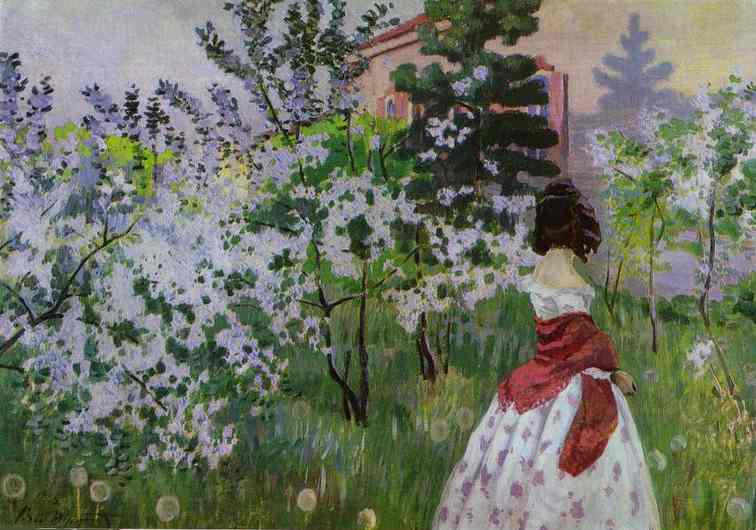
Printemps (tableau de Borissov-Moussatov) (Décédé en 1905 avant l'exposition)

Le groupe de la « Rose bleue » tendait à une simplification des formes et à l'utilisation croissante de tons chauds, se différenciant de la délicatesse et de la sophistication exagérée du groupe de « Mir Iskousstva ».
Ce sont les peintres de l'exposition antérieure appelée « Rose écarlate », (en russe : Alaia rosa), (exposition en 1904 à Saratov) qui posèrent les bases de celle de la « Rose bleue » : Nikolaï Sapounov et Piotr Savvitch Outkine. La figure centrale de l'exposition était toutefois l'œuvre de Victor Borissov-Moussatov (décédé un an plus tard en 1905) qui avait réuni par son talent les deux étapes du symbolisme russe. Ses tableaux sont des tableaux-élégies qui agissent sur le public comme des œuvres musicales, répondant à l'essence même de l'esthétique symboliste. Cette exposition moscovite marqua le début de la dernière phase du symbolisme russe. En comparaison avec le dessin, le graphisme des maîtres de Saint-Pétersbourg, réunit dans le mouvement « Mir Iskousstva » et les idées qui prédominaient dans la vie artistique de l'Empire russe du début du XXe siècle, les œuvres des jeunes auteurs de Moscou frappèrent par leur délicatesse, leurs gris cendrés, leurs fondus, leur mouvement, leurs formes fuyantes. La plupart des artistes de l'exposition créaient dans un style moderne, dans sa variante moscovite. En même temps une partie des œuvres annonçait le mouvement d'avant-garde des années 1910 : l'expressionnisme, le primitivisme. Plus de 5 000 personnes visitèrent l'exposition.
L'exposition des œuvres des jeunes novateurs moscovites provoqua une vive polémique entre les artistes de l'intelligentsia : dans la revue Balance (en russe : Vesy) Igor Grabar se fit remarquer par ses critiques acerbes, appelant les artistes de la « Rose bleue » à quitter les « ténèbres de l'empire » pour le monde ensoleillé de la réalité. La réponse parut dans les pages de la revue la « Toison d'or » sous la plume de Vassili Millioti qui tenait ses distances par rapport à la signification de cette exposition comme nouveau jalon du développement de l'art russe.
L'association des artistes de la « Rose bleue » cessa d'exister en 1910. Une partie de ses membres se détacha du symbolisme et continua à créer dans un style d'inspiration romantique. D'autres se réunirent dans les mouvements « Makaviets » et les « Quatre arts ». Des rétrospectives de l'exposition de la « Rose bleue » furent organisées à Moscou en 1925 en 1988, en 1999 et encore en 2006 à la Galerie Tretiakov au musée des beaux-arts Pouchkine.
La « Rose bleue » joua un rôle notoire dans l'évolution de l'art russe. Son sort s'avéra toutefois dramatique. Après la révolution d'octobre 1917 l'idéologie soviétique ignora complètement ce « phénomène bourgeois et étranger ».

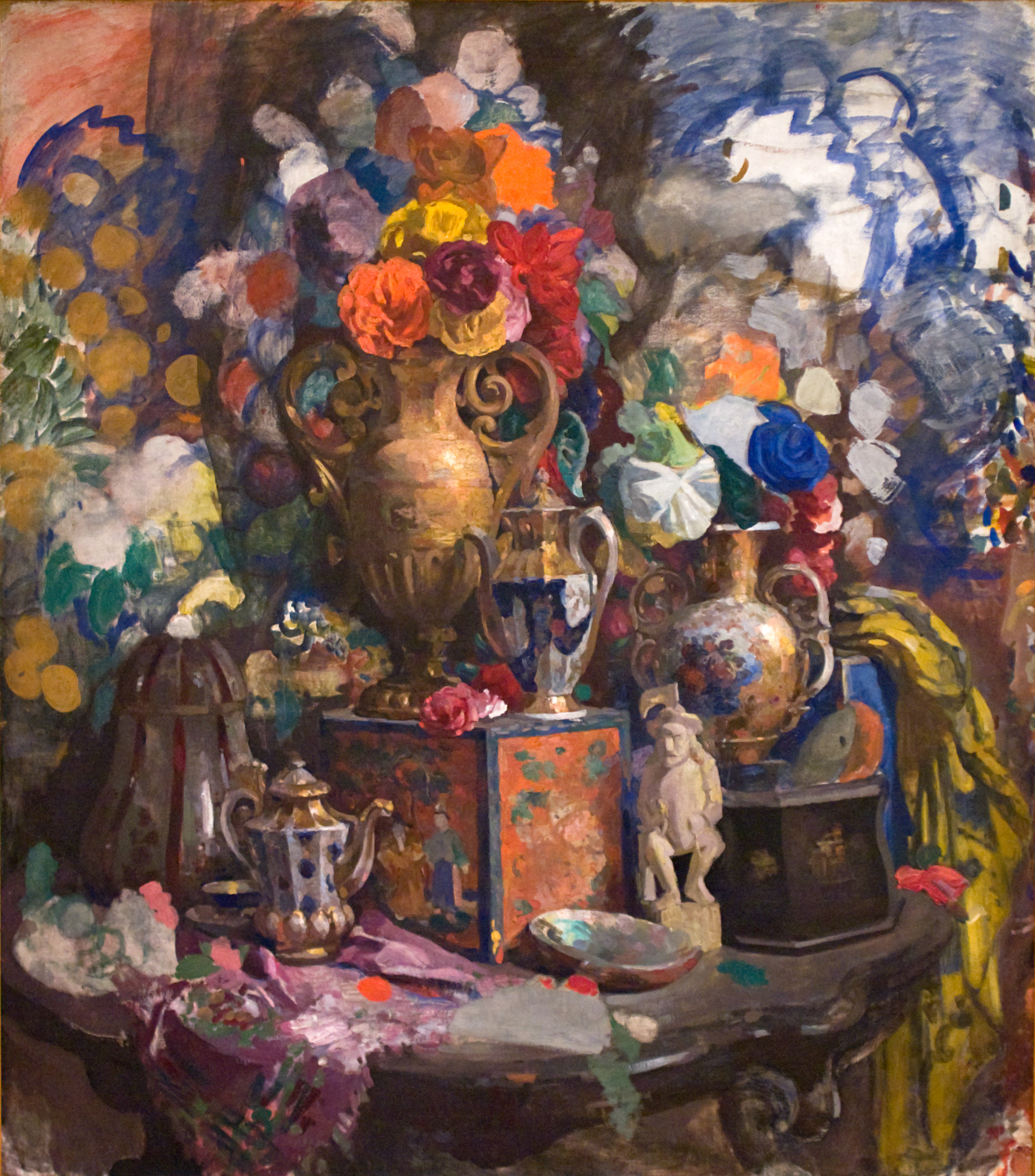
Fleurs et porcelaine, Sapounov 1912

## Artistes

### Peintres

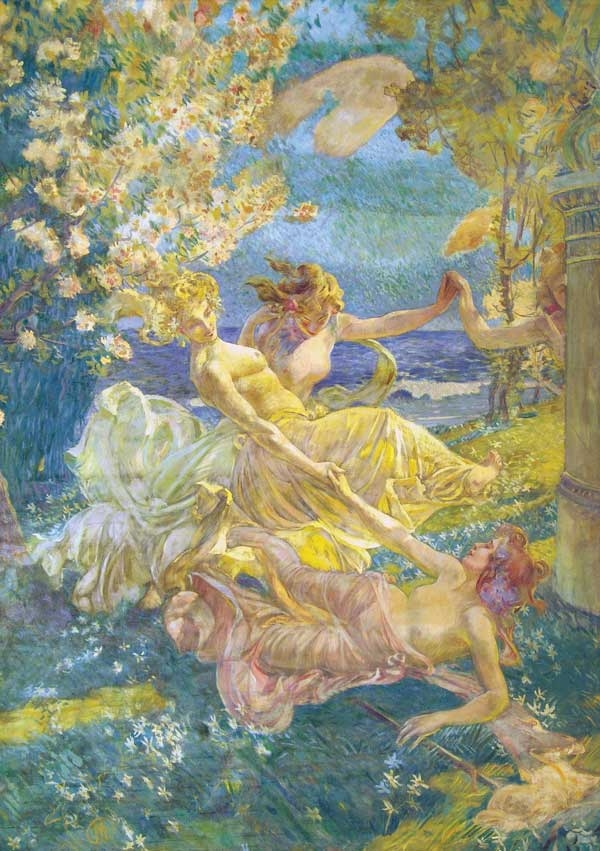
Nicolas Millioti, Trois nymphes (1902), toile, technique mixte, 230 x 290.

- Pavel Kouznetsov
- Piotr Savvitch Outkine
- Nikolaï Sapounov
- Martiros Sarian
- Sergueï Soudeïkine
- Nicolas Millioti
- Nikolaï Krymov
- Anatoly Arapov
- Arthur Fonvisine
- Vassili Millioti
- Nikolaï Féofilactov
- V. Drittenpreys
- I. Knabe
- Nikolaï Riabouchinski

### Sculpteur
- Alexandre Matvéev
- Peter Ignatievitch Bromirsky

### Poètes
- Andreï Biély
- Valéri Brioussov
- Constantin Balmont